# ATP Challenger Dortmund
Das ATP Challenger Dortmund (offizieller Name: Internationaler apano Cup) war ein Tennisturnier in Dortmund, das nur 2011 als Teil der ATP Challenger Tour stattgefunden hat. Von 2006 bis 2010 gehörte das Turnier zur ITF Future Tour, ebenso wieder von 2012 bis 2013. Es wurde im Freien auf Sand ausgetragen. Namensgeber war das Dortmunder Finanzdienstleistungsunternehmen apano Investments, das bei allen Ausgaben Hauptsponsor des Turniers war. Von 1983 bis 1987 fand an selber Stelle bereits ein Turnier in Dortmund statt.

## Liste der Sieger

### Einzel
| Jahr                         | Sieger               | Finalgegner          | Ergebnis      |
| ---------------------------- | -------------------- | -------------------- | ------------- |
| 2011                         | Leonardo Mayer       | Thomas Schoorel      | 6:3, 6:2      |
| 1988–2010: nicht ausgetragen |                      |                      |               |
| 1987                         | Ronald Agénor        | Bruno Orešar         | 2:6, 6:3, 6:4 |
| 1986                         | Horst Skoff          | Fernando García Lleó | 7:6, 6:2      |
| 1985                         | Francisco Maciel (2) | Eduardo Masso        | 7:6, 6:2      |
| 1984                         | Francisco Maciel (1) | Víctor Pecci         | 6:2, 6:4      |
| 1983                         | Hans-Dieter Beutel   | Jérôme Vanier        | 6:7, 6:3, 6:4 |

### Doppel
| Jahr                         | Sieger                          | Finalgegner                          | Ergebnis      |
| ---------------------------- | ------------------------------- | ------------------------------------ | ------------- |
| 2011                         | Dominik Meffert Björn Phau      | Teimuras Gabaschwili Andrei Kusnezow | 6:4, 6:3      |
| 1988–2010: nicht ausgetragen |                                 |                                      |               |
| 1987                         | Bruce Derlin Menno Oosting      | Wolfgang Popp Udo Riglewski          | 6:7, 6:4, 6:3 |
| 1986                         | Wolfgang Popp Huub van Boeckel  | Jaroslav Navrátil Richard Vogel      | 6:3, 6:4      |
| 1985                         | Antony Emerson Mark Woodforde   | Russell Barlow Mark Buckley          | 7:6, 6:2      |
| 1984                         | Jaime Fillol Álvaro Fillol      | Eduardo Bengoechea José López Maeso  | 6:3, 6:2      |
| 1983                         | Colin Dowdeswell Andrew Jarrett | Bruce Derlin Karl Meiler             | 7:6, 6:7, 6:2 |